# Hans Jacob Mumenthaler
Hans Jacob Mumenthaler (* 31. August 1729 in Langenthal; † 7. März 1813 ebenda; eigentlich Johann Jacob Mumenthaler) war ein Schweizer Chemiker, Mechaniker und Opticus.

## Biographie
Der Sohn von Hans Jacob Mumenthaler-Dennler erlernte erst den Beruf des Buchbinders. Dann folgten Gesellenjahre in französischen und deutschen Städten. Danach eröffnete er ein eigenes Geschäft in Langenthal.
Durch sein Interesse zu Mechanik, Physik und Chemie, und seine im Ausland zusätzlich erworbenen naturwissenschaftlichen Kenntnisse, verließ er jedoch die Buchbinderei und widmete sich ganz seiner eigentlichen Vorliebe. So entwickelte Mumenthaler elektrische Apparate, Lampen, papierene Elektrophoren und Blitzableiter, Zylinder- und Konusspiegel. Weiter entwickelte er Spiegelteleskope, Laterna magica, Camera obscura sowie Solarmikroskope, welche gar intransparente Oberflächen durchdrangen. Als praktischer Chemiker stellte er Tinten, Lacke, Bernstein- und Kopalfirnisse her.
1773 wurden seine Instrumente von der Akademie der Wissenschaften in Paris geprüft und ausgezeichnet. 1777 besuchte ihn der durchreisende Kaiser Joseph II. und 1797 gehörte er zu den Mitbegründern der helvetischen-naturforschenden Gesellschaft.